# Medoro Angelino
Medoro Angelino (Roma, 1567 – Siviglia, 27 dicembre 1633) è stato un pittore italiano manierista in Sud America nel corso del XVI secolo.
Noto in ambito ispanoamericano come Angelino Medoro, è stato recentemente dimostrato che il suo vero nome era Medoro Angelino.

## Biografia
Medoro Angelino nacque a Roma nel 1567 (o nel 1560) dove si formò artisticamente. In seguito si recò a Siviglia per poi trasferirsi in sud America. Dal 1586 era in Colombia a Santa Fé de Bogotá (oggi Bogotà), dove ha lasciato un'abbondante produzione pittorica. Nel 1592 si trasferì a Quito in Ecuador, dove lavorò per i Domenicani del convento di San Domenico. Medoro Angelino ebbe tra i suoi allievi alcuni degli iniziatori della scuola pittorica di Quito. Nel 1600 passò a Lima in Perù, dove lavorò a lungo per vari Ordini religiosi. Nel 1617, Angelino fu chiamato a ritrarre Santa Rosa da Lima che si conserva nel santuario.
Furono suoi discepoli Luis de Riaño, Leonardo Jaramillo e Antonio Bermejo.
Angelino ritornò in Spagna dopo il 1620 e morì a Siviglia nel 1633.
Medoro Angelino ha contribuito, insieme a Bernardo Bitti e Mateo Pérez de Alesio, l'introduzione dei canoni rinascimentale in Sud America e la formazione di una nuova scuola di artisti latino-americani.